# Coppa Agostoni 1991
La Coppa Agostoni 1991, quarantacinquesima edizione della corsa, si svolse il 16 agosto 1991 su un percorso di 206 km. La vittoria fu appannaggio dell'italiano Davide Cassani, che completò il percorso in 5h11'50", precedendo il francese Charles Mottet ed il connazionale Roberto Gusmeroli.

## Ordine d'arrivo (Top 10)
| Pos. | Corridore          | Squadra               | Tempo    |
| ---- | ------------------ | --------------------- | -------- |
| 1    | Davide Cassani     | Ariostea              | 5h11'50" |
| 2    | Charles Mottet     | R.M.O.                | a 15"    |
| 3    | Roberto Gusmeroli  | Gatorade-Château d'Ax | s.t.     |
| 4    | Stefano Colagè     | ZG Mobili-Bottecchia  | a 1'56"  |
| 5    | Andrei Tchmil      | S.E.F.B.-Saxon-Gan    | s.t.     |
| 6    | Davide Bramati     | Colnago-Lampre-Sopran | s.t.     |
| 7    | Massimiliano Lelli | Ariostea              | s.t.     |
| 8    | Fabrizio Bontempi  | Colnago-Lampre-Sopran | s.t.     |
| 9    | Alberto Volpi      | Gatorade-Château d'Ax | s.t.     |
| 10   | Patrick Tolhoek    | Buckler-Colnago-Decca | s.t.     |